# Ponta Sia Ilo
Der Ponta Sia Ilo ist ein Kap in der osttimoresischen Aldeia Camalehohoru (Suco Dato, Gemeinde Liquiçá). Es markiert das westliche Ende des historischen Zentrums von Vila de Liquiçá. Östlich mündet der Laklo in die Straße von Ombai. Dahinter befindet sich das Kap Ponta Gu Ilo.